# Restart
Restart foi uma banda brasileira de pop rock formada em 2008, em São Paulo. É composto por quatro membros: Pe Lanza (vocais e baixo), Pe Lu (vocais e guitarra rítmica), Koba (guitarra solo e vocais de apoio) e Thomas (bateria). Após ganhar reconhecimento na internet em sites como Myspace e YouTube, eles foram contratados pela distribuidora Radar Records e lançaram seu primeiro álbum de estúdio, Restart (2009), que foi certificado com platina pela Pro-Música Brasil (PMB) e produziu dois singles de sucesso, "Recomeçar" e "Levo Comigo". A partir disso, eles também passaram a atrair atenção do público e mídia por suas vestimentas quase que sempre compostas por roupas coloridas, principalmente calças, passando a liderar e abrir caminho para uma série de outras bandas com visual e sonoridade similares às suas no Brasil, entre o final da década de 2000 e início da década de 2010. Esse fenômeno ficou conhecido como "bandas coloridas". 
Em 2010, eles lançaram seu primeiro álbum ao vivo, Happy Rock Sunday, e em seguida seu segundo álbum de estúdio, intitulado By Day (2010), cujo lançamento foi precedido por um único single, "Pra Você Lembrar". O terceiro projeto de inéditas da banda, Geração Z (2011), produziu duas canções de sucessoː "Menina Estranha" e "Minha Estrela". Entre 2011 e 2012, visando ampliarem seu público, se tornaram apresentadores do Estação Teen, um game show da RedeTV!. Em 2014, eles adotaram uma imagem mais madura, sem uso das vestimentas antigas e reformularem seu estilo musical, liberando o extended play (EP) Renascer, com as canções "Renascer" e "Te Deixar", o último trabalho antes da separação. Em 2023, anunciaram a volta da banda para uma turnê comemorativa, nomeada Pra Você Lembrar, que percorreu o Brasil até o ano seguinte. 

## Carreira

### 2008—09: Formação eRestart
Os quatro estudantes, Pedro Gabriel Lanza Reis, Pedro Lucas Munhoz, Lucas Kobayashi Souza e Thomas Alexander Machado D'Ávila, se conheceram em 2004 através do colégio em que estudavam juntos. Os quatro faziam parte de outras bandas; a C4 foi fundada em agosto de 2008 sob um estilo emocore, semelhante ao de bandas como NX Zero e Fresno. Em abril de 2009, eles decidiram "reinventar" a sonoridade do grupo, passando para o estilo pop rock e teen pop, com influências de power pop e estéticas coloridas. A sonoridade começou a ser influenciada por bandas de pop rock e pop punk americanas, como All Time Low, Fall Out Boy e Taking Back Sunday. Além de mudarem o nome do grupo para Restart. O novo estilo presente no segundo extended play (EP) do grupo alcançou rapidamente alta popularidade entre adolescentes e por meio de sites como Myspace e YouTube. Em pouco tempo, eles começaram a fazer shows em todo o estado de São Paulo, seus integrantes tornaram-se nacionalmente conhecidos por usar roupas coloridas, principalmente calças, que faziam parte da vestimenta de músicos de uma nova miscelânea de estilos chamados por eles de happy rock. Tais adereços passaram a influenciar a vestimenta de muitos jovens, principalmente nos anos de 2009 e 2010.

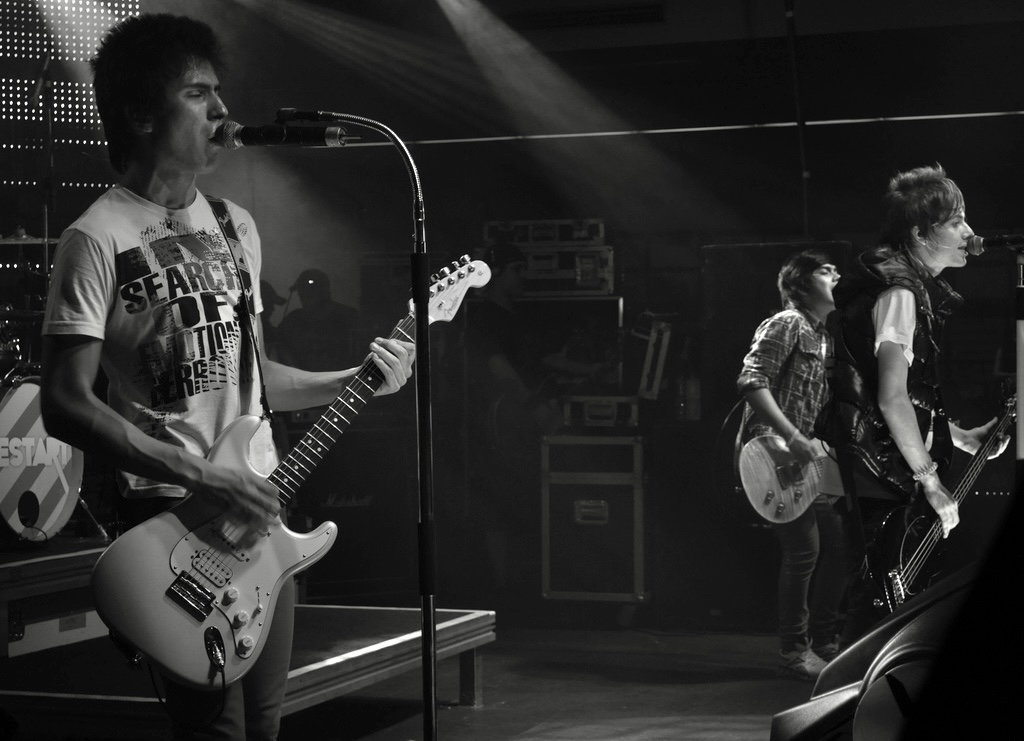
Restart apresentando-se em Londrina, no Paraná (2010).

O álbum de estreia do grupo, autointitulado Restart, foi lançado em 22 de novembro de 2009. Ele gerou dois singles de sucessoː "Recomeçar" e "Levo Comigo". A obra recebeu avaliações mistas da crítica especializada, mas foi bem recebido comercialmente; vendeu 50 mil cópias em apenas sete meses, sendo certificado com ouro pela Pro-Música Brasil (PMB) e, posteriormente, com platina, pela venda de 100 mil cópias, recebido no palco do programa Domingão do Faustão, da Rede Globo. A banda também participou de uma edição do Casseta & Planeta, Urgente! que foi ao ar na mesma emissora em 10 de agosto de 2010.
A banda passou a ter enorme repercussão na Internet após cancelamento de tarde de autógrafos na livraria Fnac da Avenida Paulista, em São Paulo, durante a tarde do dia 28 de abril de 2010. Em nota, os integrantes divulgaram uma mensagem mencionando que não esperavam um evento com mais de 3 mil pessoas e decidiram adiá-lo, mesmo levando em conta o esforço de muitos visitantes para chegar com até um dia de antecedência para receber uma das 250 senhas (e o recebimento de uma pulseirinha indicativa) para garantir preferência na entrada. A multidão só abandonou o prédio após a intervenção da polícia. O incidente ganhou grande repercussão no YouTube, após a adolescente Georgia Massa descrever o occorido como "uma puta falta de sacanagem". Esse bordão foi indicado ao Video Music Brasil 2010 na categoria de "Webhit".

### 2010—2011:By Daye carreira internacional
O Restart saiu como o maior vencedor da edição de 2010, do MTV Video Music Brasil, vencendo as categorias "Revelação", "Pop", "Artista do Ano", "Hit do Ano" (com "Levo Comigo") e "Videoclipe do Ano" (com "Recomeçar"). Porém, no momento do anúncio da vitória do principal prêmio do evento, o de "Artista do Ano", a banda recebeu muitas vaias do público presente, assunto que rapidamente tornou-se o mais comentado do Twitter.
Após um ano intenso de sucesso nacional, em 6 de dezembro de 2010 a banda lançou seu segundo álbum, By Day, e um único single, "Pra Você Lembrar". Mesmo com uma divulgação menor, o disco vendeu bem no primeiro semestre de 2011 e também foi certificado como ouro pela venda de 40 mil cópias. O álbum trouxe seis músicas inéditas, além de outras seis regravações em espanhol e, como consequência, o Restart fez apresentações na Argentina e no Uruguai. A primeira regravação nesta língua foi a de "Levo Comigo", que foi intitulada como "Te Levo Comigo", que foi lançada como single em cinco países: Argentina, Uruguai, Colômbia, México e Espanha. Seguindo o sucesso do álbum de estreia, o primeiro DVD da banda, Happy Rock Sunday, lançado junto com seu primeiro álbum ao vivo, foi certificado como DVD de ouro pela PMB, pelas vendas de 25 mil cópias no país. Em entrevista a revista Caras, Koba comentou: "Faz um ano que ganhamos o nosso primeiro disco de ouro com nosso primeiro CD e agora ganhamos nosso DVD de ouro quase exatamente um ano depois, nós não estávamos esperando. É claro que queríamos muito, mas não achamos que seria tão rápido, a gente se surpreende cada dia mais". Posteriormente, em 2012, o álbum de mesmo nome também veio a atingir a certificação, com 60 mil cópias vendidas.

### 2011—2013:Geração Ze separação

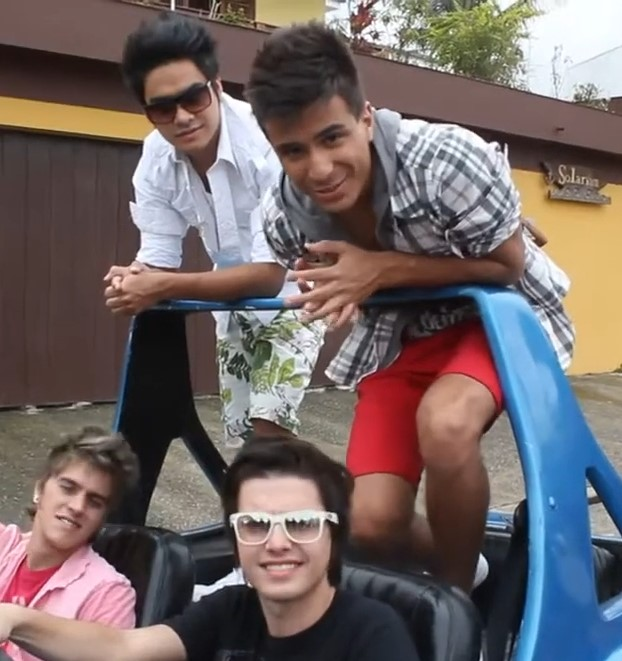
A banda durante a gravação do videoclipe de "Menina Estranha" (2011).

Em outubro de 2011, a banda lançou um novo álbum, Geração Z, descrito como um trabalho mais "pesado", tendo menos influência eletrônica do synth-pop, porém, com mais elementos reggae. O disco foi o início da mudança de visual da banda, do colorido tradicional para a utilização de peças 
com elementos futuristas, com ênfase nas cores dourado e prateado.
Seus integrantes afirmaram que iriam participar da gravação de um filme, intitulado Restart: O Filme, com previsão de lançamento para 2012. O filme contaria a história real da banda inserindo elementos de ficção e seria filmado em 3D pela Paranoid Filmes, com previsão de estreia em dezembro de 2011. O projeto, entretanto, nunca foi concretizado.
Ademais, havia o projeto de lançar um livro com depoimentos de fãs e respostas a perguntas. Em agosto de 2011, o livro foi lançado com o título Coração na Mão, da jornalista Fátima Gigliotti, pela editora Benvirá. Em seguida, iniciaram uma negociação com a RedeTV! para a apresentação de um game show, chamado Estação Teen, no qual eles passaram a apresentar em junho de 2012, dois meses após sua estreia, substituindo Dudu Surita. No mesmo ano, além da banda participar do capítulo do aniversário de Maria Joaquina (Larissa Manoela) no remake da telenovela Carrossel do SBT, a trilha sonora da trama contou com as músicas "Matemática", "Menina Estranha" e "Levo Comigo".
No final de 2012, a banda anunciou que seu novo álbum de estúdio, até então nomeado Restart pra Sempre... e Sempre, contaria com regravações da banda Legião Urbana. O CD tinha lançamento previsto para janeiro de 2013, porém acabou sendo cancelado. Em 2013, eles lançaram um novo extended play (EP), intitulado Renascer, apostando em uma sonoridade mais madura e com um visual menos colorido, embalado pelo single "Renascer". Em março de 2015, após um tempo preparando novas canções que nunca foram lançadas, a banda confirmou que havia encerrado os trabalhos.

### 2023–24: Turnê de reencontro
Em 1 de agosto de 2023, o Restart anunciou que retornaria com a formação original para uma turnê comemorativa, intitulada Pra Você Lembrar. Os shows começaram no dia 7 de outubro e terminaram em 2 de novembro de 2024, totalizando 18 apresentações. Thomas explicou: "Fizemos essa turnê para finalizar um ciclo, é a última vez que estamos entregando isso para os fãs, por isso estamos nessa tecla de que será a despedida, não perca, é a última vez que vamos entregar artisticamente assim. Somos amigos, a turnê nos uniu mais, nunca diga nunca, mas essa entrega artística estamos finalizando um ciclo agora". Após a conclusão da digressão, cada um dos quatro membros voltaram a se dedicar a suas carreiras individuais.

## Controvérsias
Em 9 de março de 2011, foi divulgado através do YouTube um vídeo no qual o baterista da banda, Thomas D'Ávila, teria supostamente ofendido os habitantes do estado do Amazonas. Nas imagens, feitas durante uma entrevista, Thomas foi questionado sobre um lugar onde gostaria de se apresentar. Como resposta, o baterista afirmou que gostaria de ir ao Amazonas para "tocar no meio do mato".
| “ | Eu queria muito tocar no Amazonas. Imagina você tocar no meio do mato, assim, sei lá, não sei como é o público de lá, não sei se tem gente, civilização. Para mim seria bem legal tocar para lá, para a parte que a gente acha que não tem nada. | ” |

Essa declaração causou desconforto entre os habitantes do estado e da Região Norte do país. Em Manaus, houve a ocorrência de alguns protestos contra a banda. Entre os protestos mais conhecidos, estavam o Movimento Game Over Ignorância, composto por jovens da cidade.
Alguns dias após a declaração de Thomas, a produtora Mega Eventos, responsável pela organização do show, cancelou a apresentação do Restart. Em nota, a empresa apresentou o motivo de "razões de ordem pública" para tal procedimento. Outra polêmica envolvendo o Restart foi levantada por Tico Santa Cruz, integrante da banda Detonautas. Cruz acusou os integrantes da banda de oportunismo, ao salientar que os mesmos cobravam dinheiro para receber os fãs em seus camarins após suas apresentações. Em 18 de agosto de 2012, Pe Lanza foi preso por dirigir embriagado em São Paulo. O cantor teria se recusado a fazer o teste de bafômetro e foi levado à delegacia.

## Integrantes
- Koba, nome artístico de Lucas Henrique Kobayashi de Oliveira, nascido em São Paulo, SP em 4 de abril de 1992 (33 anos) — vocais de apoio e guitarra solo.
- Pe Lanza, nome artístico de Pedro Gabriel Lanza Reis, nascido em São Paulo, SP em 14 de abril de 1992 (33 anos) — vocais e baixo.
- Pe Lu, nome artístico de Pedro Lucas Convá Munhoz, nascido em São Paulo, SP em 14 de janeiro de 1991 (34 anos) — vocais e guitarra rítmica.
- Thomas, nome artístico de Thomas Alexander Machado D′Ávila, nascido em São Paulo, SP em 28 de agosto de 1991 (33 anos) — bateria.

## Discografia
- Restart (2009)
- By Day (2010)
- Geração Z (2011)

## Filmografia

### Televisão
| Ano  | Título                    | Cargo          | Notas                  | Ref.   |
| ---- | ------------------------- | -------------- | ---------------------- | ------ |
| 2010 | Casseta e Planeta Urgente | Eles mesmos    |                        | [ 8 ]  |
| 2010 | Família MTV               | Eles mesmos    |                        | [ 46 ] |
| 2012 | Estação Teen              | Apresentadores |                        | [ 47 ] |
| 2012 | Carrossel                 | Eles mesmos    | Episódio: "31 de maio" | [ 48 ] |